# Альперович, Илья Симонович
Илья Симонович Альперович (22 апреля 1917, Петроград — 1985, Ленинград) — советский актёр театра кукол, народный артист РСФСР.

## Биография
Илья Симонович (Семёнович) Альперович родился 22 апреля 1917 года. В 1936 году окончил театральную студию при Техникуме сценических искусств. В 1936—1941 годах работал актёром Ленинградского областного театра кукол «Фантош». 
Участвовал в Великой Отечественной войне, был тяжело ранен.
С 1944 года стал артистом Ленинградского театра кукол, сыграл более ста ролей. Был острохарактерным, пластичным актёром. В совершенстве владел искусством драматического и кукольного актёра. Был блистательным исполнителем водевилей, с тонким чувством юмора.
Свыше десяти лет вёл на ленинградском телевидении эстрадную передачу «Внимание! Микрофон включён!», выступая в двух ролях — ведущего и куклы Микрофона. 
Скончался в 1985 году в Ленинграде, похоронен на Южном кладбище.

## Награды и премии
- Боевые медали.
- Заслуженный артист РСФСР (22.06.1957).
- Народный артист РСФСР (19.07.1971).
- Орден Дружбы народов (1977)
- Орден Отечественной войны II степени (06.11.1985)[4]

## Работы в театре

### Ленинградский областной театр кукол
- 1937 — «Сказка о рыбаке и рыбке» А. С. Пушкина — старик

### Большой театр кукол
- 1946 — «Волшебная лампа Аладдина» Н. Герний — Аладдин
- «Аленький цветочек» по С. Т. Аксакову — Чудище
- «Дюймовочка» А. Бруштейн — Кот
- 1952 — «Дикие лебеди» по Г. Х. Андерсену — Эльмар
- «Сказка про Емелю» Б. и В. Сударушкиных — Воевода
- «До третьих петухов» В. Шукшина — Змей Горыныч
- 1957 — «Двенадцать стульев» И. Ильфа и Е. Петрова — Остап Бендер
- «Золотой теленок» И. Ильфа и Е. Петрова  — Остап Бендер
- 1958 — «Прелестная Галатея» Б. Гадора и С. Дарваша — Зевс
- 1973 — «Похождения бравого солдата Швейка» Я. Гашека — Поручик Лукаш
- «Ловите миг удачи» К. Рыжова — (четыре роли)
- 1971 — «В 12 часов по ночам» М. Гиндина и Г. Рябкина — ведущий, (шесть ролей)

## Фильмография

### Актёр
- 1978 — Захудалое королевство — старый чёрт (2 серия)
- 1981 — Синяя ворона — Синяя ворона

### Озвучивание
- 1968 — Винни Пух и Все все все... — сова
- 1974 — Сказка начинается